# Anabate à gorge blanche
Syndactyla roraimae
Espèce
Synonymes
- Automolus roraimae

Statut de conservation UICN

 LC  : Préoccupation mineure
L'Anabate à gorge blanche (Syndactyla roraimae, anciennement Automolus roraimae) est une espèce de passereaux de la famille des Furnariidae.

## Répartition et sous-espèces
Cet oiseau fréquente les tepuys du Venezuela et régions limitrophes (Guyana et nord du Brésil).
Selon la classification de référence du Congrès ornithologique international (15.1, 2025) il se répartit en quatre sous-espèces :
- S. r. paraquensis  — cerro Sipapo ;
- S. r. duidae  — cerros Duida et Yavi ;
- S. r. roraimae  — mont Roraima ;
- S. r. urutani  — cerros Jaua et Urutani.